# Saturnino Martínez
Saturnino Martínez (1928 – 7 novembre 1960) è stato un calciatore messicano, di ruolo difensore.

## Carriera
Partecipò con la nazionale messicana ai mondiali del 1954, giocò inoltre per il Club Necaxa.